# Sophie Barthes
Sophie Barthe (Touluouse, 1974) es una directora de cine y guionista franco-estadounidense conocida por sus películas Cold Souls (en español Almas frías) en 2009 y Madame Bovary en 2014.

## Primeros años
Barthe nació en Toulouse, Francia, y creció en América Latina y Oriente Medio. Se mudó a Nueva York en 2001 para asistir a la Columbia University School of the Arts.

## Carrera profesional
El cortometraje de Barthes, Happiness (en español Felicidad), que cuenta la historia de una mujer que adquiere una caja de felicidad y no puede decidir si debería abrirla o no, se exhibió en el Festival de Cine de Sundance en 2007. La película fue bien recibida y la directora obtuvo una plaza en el Laboratorio de Guionistas del Sundance Institute, donde comenzó a escribir el guion de su primer largometraje Cold Souls. Barthes había empezado a desarrollar la idea par esta película en 2005, cuando tuvo un sueño en el que se extraía el alma a Woody Allen. La película, dirigida por Barthes, fue estrenada en el Festival de Sundance 2008 y estuvo nominada al Gran Premio del Jurado. Fue exhibida en cines en agosto de 2009. La protagonizaba Paul Giamatti en una versión ficticia de sí mismo que decide quitarse el alma.
Barthes recibió becas para artistas del New York State Council on the Arts, tanto para Hapiness como para Cold Souls. Y ambas películas recibieron numerosos premios y nominaciones en festivales de cine. Fue residente de Nantucket Screenwriters Colony (Colonia de Guionistas Nantucket), el Laboratorio de Guionistas Sundance 2007 y el Laboratorio de Directores Sundance 2007. En la 25 edición de los Premios Independent Spirit, celebrados en 2010, Barthes estuvo nominada a Mejor Guionista Novel por Cold Souls.
El segundo largo de Barthes, estrenado en 2014, fue Madame Bovary, una adaptación de la novela homónima de Gustave Flaubert. La película está protagonizada Mia Wasikowska, Paul Giamatti y Rhys Ifans.

## Vida personal
Barthes vive en el East Village de Manhattan con su pareja, el director de fotografía Andrij Parekh, que participó junto a la directora en Cold Souls y Madame Bovary.

## Filmografía

### Largometrajes
- Cold souls (2009)
- Madame Bovary (2014)

### Cortometrajes
- Felicidad (2006)